# Microgoniella gracilis
Microgoniella gracilis är en insektsart som beskrevs av Young 1977. Microgoniella gracilis ingår i släktet Microgoniella och familjen dvärgstritar. Inga underarter finns listade i Catalogue of Life.